# Aeroportul Chefornak
Aeroportul Chefornak (IATA: CYF, ICAO: PACK, FAA LID: CFK) este un aeroport din Alaska, Statele Unite ale Americii ce deservește zona Chefornak⁠(d). Aeroportul a fost tranzitat în 2019 de 10.470 de pasageri. A fost numit după zona deservită.
Situat la o altitudine de 12 m, aeroportul dispune de 1 pistă. Este operat de Alaska Department of Transportation & Public Facilities⁠(d).

## Infrastructură

### Piste
Aeroportul dispune de o singură pistă. Pista 16/34 are suprafața de pietriș și dimensiunile 3.230 picioare × 60 picioare. 